# Diaulinopsis subatricorpus
Diaulinopsis subatricorpus är en stekelart som beskrevs av Girault 1915. Diaulinopsis subatricorpus ingår i släktet Diaulinopsis och familjen finglanssteklar. Inga underarter finns listade i Catalogue of Life.